# Лебедевка (Новосибірська область)
Лебедевка (рос. Лебедёвка) — село в Іскітимському районі Новосибірської області Російської Федерації.
Входить до складу муніципального утворення Совхозна сільрада. Населення становить 2435 осіб (2010).

## Історія
Згідно із законом від 2 червня 2004 року органом місцевого самоврядування є Совхозна сільрада.

## Населення
| 2002 | 2007  | 2010  |
| ---- | ----- | ----- |
| 2248 | ↗2390 | ↗2435 |